# Amaxia corata
Amaxia corata là một loài bướm đêm thuộc phân họ Arctiinae, họ Erebidae.